# ワイロン・ミュラー
ワイロン・ミューラー（Waylon Muller）はマーシャル諸島の男子レスリング選手。
2005年にパラオでのサウスパシフィックゲームズでレスリング競技において金と銀の2枚メダルを獲得した。2008年にマーシャル諸島が北京オリンピックに初出場としたときには、代表には選ばれていなかったものの役員として選手団の旗手を務めた。